# 伊爾比德省
伊爾比德省（阿拉伯语：‎）是約旦的一個省份，位於該國西北部，西隔約旦河與以色列相望，北鄰敘利亞。面積1,572平方公里，2004年人口950,695人。首府伊爾比德。下分9區。